# Wallace Roney
Wallace Roney (Filadelfia, 25 maggio 1960 – Paterson, 31 marzo 2020) è stato un trombettista statunitense.
Roney ha preso lezioni da Clark Terry e Dizzy Gillespie e ha studiato con Miles Davis dal 1985 fino alla morte di quest'ultimo nel 1991.
Wallace ha dato merito a Davis di aver contribuito a sfidare e modellare il suo approccio creativo alla vita, oltre ad essere stato il suo istruttore di musica, mentore e amico; era l'unico musicista che Davis abbia personalmente istruito.

## Biografia
Roney era nato a Filadelfia e aveva frequentato la Howard University e il Berklee College of Music di Boston, nel Massachusetts, dopo essersi diplomato alla Duke Ellington School of the Arts delle D. C. Public Schools, dove ha studiato con Langston Fitzgerald dell'Orchestra Sinfonica di Baltimora.
Scoprendo di avere un tono perfetto all'età di quattro anni, Wallace iniziò i suoi studi musicali alla Settlement School of Music di Filadelfia.
Ha studiato con il trombettista Sigmund Hering dell'Orchestra di Filadelfia per tre anni.
Hering presentava regolarmente Wallace ai recital presso la Settlement School e con il Philadelphia Brass Ensemble, durante i suoi studi a Filadelfia.
Quando entrò alla Duke Ellington School, Roney aveva già fatto il suo debutto discografico all'età di 15 anni con Nation e Haki Mahbuti, e in quel momento incontrò, tra gli altri, Bill Hardman, Valery Ponomarev, Woody Shaw (che fece amicizia con lui), Johnny Coles e Freddie Hubbard.
Ha suonato con il Cedar Walton Quartet con Billy Higgins, Sam Jones e Philly Joe Jones a 16 anni con l'incoraggiamento del suo insegnante di liceo.
Roney raggiunse la distinzione come talentuoso performista locale nella zona di Washington, DC.
Nel 1979 e nel 1980, Roney ha vinto il premio DownBeat come miglior giovane musicista jazz dell'anno, e nel 1989 e 1990 il sondaggio della critica di DownBeat come miglior trombettista.
Nel 1983, mentre partecipava a un omaggio a Miles Davis al "The Bottom Line" a Manhattan, incontrò il suo idolo.
"Lui [Davis] mi ha chiesto che tipo di tromba avevo", ha detto Roney alla rivista Time, "e io non gli ho detto nulla. Quindi mi ha dato una delle sue".
Nel 1984 e nel 1985, fu costretto a suonare in gruppi di danza e ricevimento latino, poiché i club di New York, una volta una parte importante della scena jazz, erano in gran parte scomparsi. Ma nel 1986 ricevette un paio di chiamate, nello stesso mese, in tournée con i batteristi Tony Williams e Art Blakey, dopodiché Roney è diventato uno dei trombettisti più richiesti sul circuito professionale.
Nel 1986, successe a Terence Blanchard in Jazz Messengers di Art Blakey.
Alla fine degli anni Ottanta e all'inizio degli anni Novanta, era parte integrante del quintetto di Williams.
Nel 1991, Roney ha suonato con Davis al Montreux Jazz Festival. Dopo la morte di Davis quell'anno, Roney fece un tour in memoria con gli ex-alunni di Davis Wayne Shorter, Herbie Hancock, Ron Carter e Tony Williams e registrò un album, A Tribute to Miles, per il quale vinsero un Grammy Award.
Roney imparò il suo mestiere direttamente da Miles Davis.
Roney ha registrato il suo album di debutto, Verses, con l'etichetta Muse Records nel 1987.
Sono seguiti numerosi album con le etichette Muse, Warner Bros. Records e Concord Records/Stretch Records, e quando aveva compiuto 40 anni nel 2000, Roney era stato documentato su oltre 250 registrazioni audio.
I suoi titoli degli album degli anni 2000 includono Mystikal (2005) e Jazz (2007) con l'etichetta HighNote Records. I suoi ultimi album furono A Place in Time (HighNote 2016) e Blue Dawn - Blue Nights (HighNote 2019).
Wallace Roney è morto all'età di 59 anni il 31 marzo 2020, presso il St. Joseph's University Medical Center di Paterson, nel New Jersey, per complicazioni derivanti dalla pandemia di COVID-19.

## Vita privata
Wallace Roney era il figlio di Wallace Roney, U.S. Marshal e presidente dell'American Federation of Government Employees Local 102, nipote del musicista di Filadelfia Roosevelt Sherman e fratello maggiore del tenore e sassofonista soprano Antoine Roney.
Nel 1995, Roney ha sposato la pianista Geri Allen, con la quale ha avuto due figlie e un figlio.
Il matrimonio è terminato prima della morte della Allen nel 2017.
I due artisti hanno collaborato ai dischi in molte occasioni negli anni Novanta e Duemila, con i dischi pubblicati sotto il nome di ciascun artista.
All'inizio della sua vita, Roney era stato residente a Montclair, nel New Jersey.

## Filmografia
- 1996 - Love Jones - musica
- 2001 - The Visit - Jordan Walker-Perlman - musica

## Discografia

### Come leader
- 1987 – Verses (Muse)
- 1988 – Intuition (Muse)
- 1989 – The Standard Bearer (Muse)
- 1989 − What's New (Nippon Crown) distribuito nel 2016
- 1990 – Obsession (Muse)
- 1991 – Seth Air (Muse)
- 1993 – Munchin' (Muse)
- 1993 – Crunchin' (Muse)
- 1994 – Mistérios (Warner Bros.) condotto da Gil Goldstein
- 1995 – Wallace Roney Quintet (Warner Bros.) con Antoine Roney, Carlos McKinney, Clarence Seay, Eric Allen
- 1996 – Village (Warner Bros.) con Antoine Roney, Chick Corea, Geri Allen, Clarence Seay, Lenny White, Michael Brecker, Pharoah Sanders, Robert Irving III, Steve Berrios
- 2001 – No Room for Argument (Concord Jazz) con Geri Allen, Adam Holzman, Antoine Roney, Lenny White, Buster Williams, Steve Hall
- 2003 - No Job Too Big or Small (Savoy) con Eric Allen, Geri Allen, Cindy Blackman, Kenny Washington, Donald Brown, Ron Carter, altri
- 2004 – Prototype (Highnote) con Antoine Roney, Don Byron, Clifton Anderson, Geri Allen, Adam Holzman, Matt Garrison, Eric Allen, DJ Logic
- 2005 – Mystikal (Highnote) con Antoine Roney, Geri Allen, Adam Holzman, Matt Garrison, Eric Allen, Bobby Thomas,  Val Jeanty
- 2007 – Jazz  (Highnote) con Antoine Roney, Geri Allen, Robert Irving III, Rashaan Carter, Eric Allen, Val Jeanty
- 2010 – If Only for One Night  (Highnote)
- 2012 – Home  (Highnote)
- 2013 – Understanding  (Highnote)
- 2016 – A Place In Time  (Highnote)
- 2019 – Blue Dawn – Blue Nights (Highnote)

### Come sideman
Con Geri Allen
- Maroons (Blue Note, 1992)
- Eyes in the Back of Your Head (Blue Note, 1997)
- The Gathering (Verve, 1998)
- Timeless Portraits and Dreams (Telarc, 2006)

Con Kenny Barron
- What If? (Enja, 1986)

Con Cindy Blackman
- Arcane (Muse, 1987)
- Code Red (Muse, 1990)

Con Art Blakey
- Killer Joe (Union Jazz, 1981) – con George Kawaguchi
- Feeling Good (Delos, 1986)

Con Chick Corea
- Remembering Bud Powell (Stretch, 1997)

Con Joey DeFrancesco
- Where Were You? (Columbia, 1990)

Con Ricky Ford
- Interpretations (Muse, 1982)

Con Dizzy Gillespie
- To Diz with Love (Telarc, 1992)

Con Vincent Herring
- Evidence (Landmark, 1991)
- Dawnbird (Landmark, 1993)
- Simple Pleasure (HighNote, 2001)

Con Helen Merrill
- Brownie-A Homage To Clifford Brown (Verve, 1994)

Con Jarmo Savolainen
- First Sight (Timeless, 1992)

Con James Spaulding
- Brilliant Corners (Muse, 1988)

Con Superblue
- Superblue 2 (1989, Blue Note)

Con Tony Williams
- Civilization (1986, Blue Note)

Con Powerhouse
- Pasa Tiempo (2002, Evidence Music)
- In an Ambient Way (2015, Chesky Records)